# Раффи
Раффи́ (арм. Րաֆֆի, настоящее имя Ако́п Мели́к-Акопя́н, арм. Յակոբ Մելիք-Յակոբեան; 1835, Паяджук, Салмастский уезд, Персия — 24 апреля [6 мая] 1888, Тифлис) — армянский писатель-романист и поэт, автор исторических романов, художественно-этнографических очерков.

## Биография
Родился в Персии, в семье армянского купца. Учился в тифлисской гимназии.
Много путешествовал по Персии, России и Турецкой (Западной) Армении. Некоторое время работал учителем в армянских народных школах на Кавказе. Произведения Раффи начали печататься с 1860 года. В этом году журнал «Юсис апайл» («Северное сияние»), который издавал в Москве Степанос Назарьянц, напечатал стихотворение Раффи.
Раффи был большим патриотом своего народа, по мнению энциклопедии «Британника», «ярым националистом». В своих произведениях призывал армян не надеяться на освобождение от турецкого владычества с помощью Европы и уповать на свои собственные силы.
Его произведения издавались в разных печатных органах (в том числе и в журнале «Мшак», редактор — Григор Арцруни) и пользовались большой популярностью в просвещенных кругах армянского общества XIX века. Несмотря на большую известность и популярность, сам Раффи жил скромно и скончался в бедности.
Раффи похоронен в Тифлисе (Тбилиси), в Ходжаванке, где также покоятся Ованес Туманян, Габриел Сундукян, Газарос Агаян, Перч Прошян, Мурацан, Церенц, Дживани, Нар-Дос, Григор Арцруни и другие.
Произведения Раффи переведены на многие языки мира, в том числе и на русский язык.

## Произведения Раффи
Среди наиболее известных творений Раффи можно назвать такие исторические романы, как «Хент», «Давид-бек», «Самвел», «Дневник крестокрада», «Искры», а также труд по истории Нагорного Карабаха «Меликства Хамсы».

## Экранизации произведений
- 1927 — «Хас-Пуш»
- 1943 — «Давид Бек»
- 2009 — «Дневник крестокрада»

## Известные адреса
Тбилиси, ул. Чонкадзе, 3 (мемориальная доска)

## Галерея

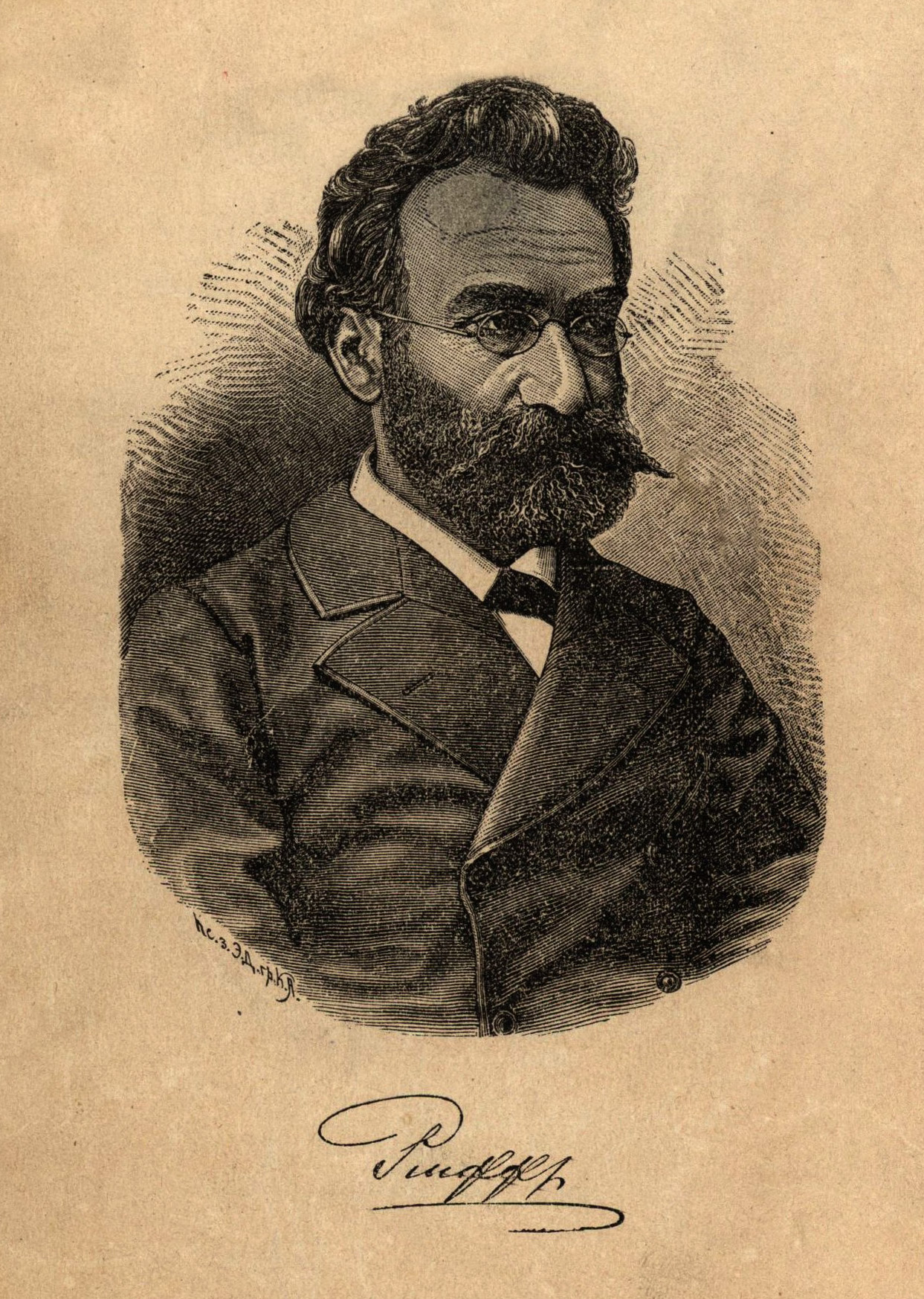
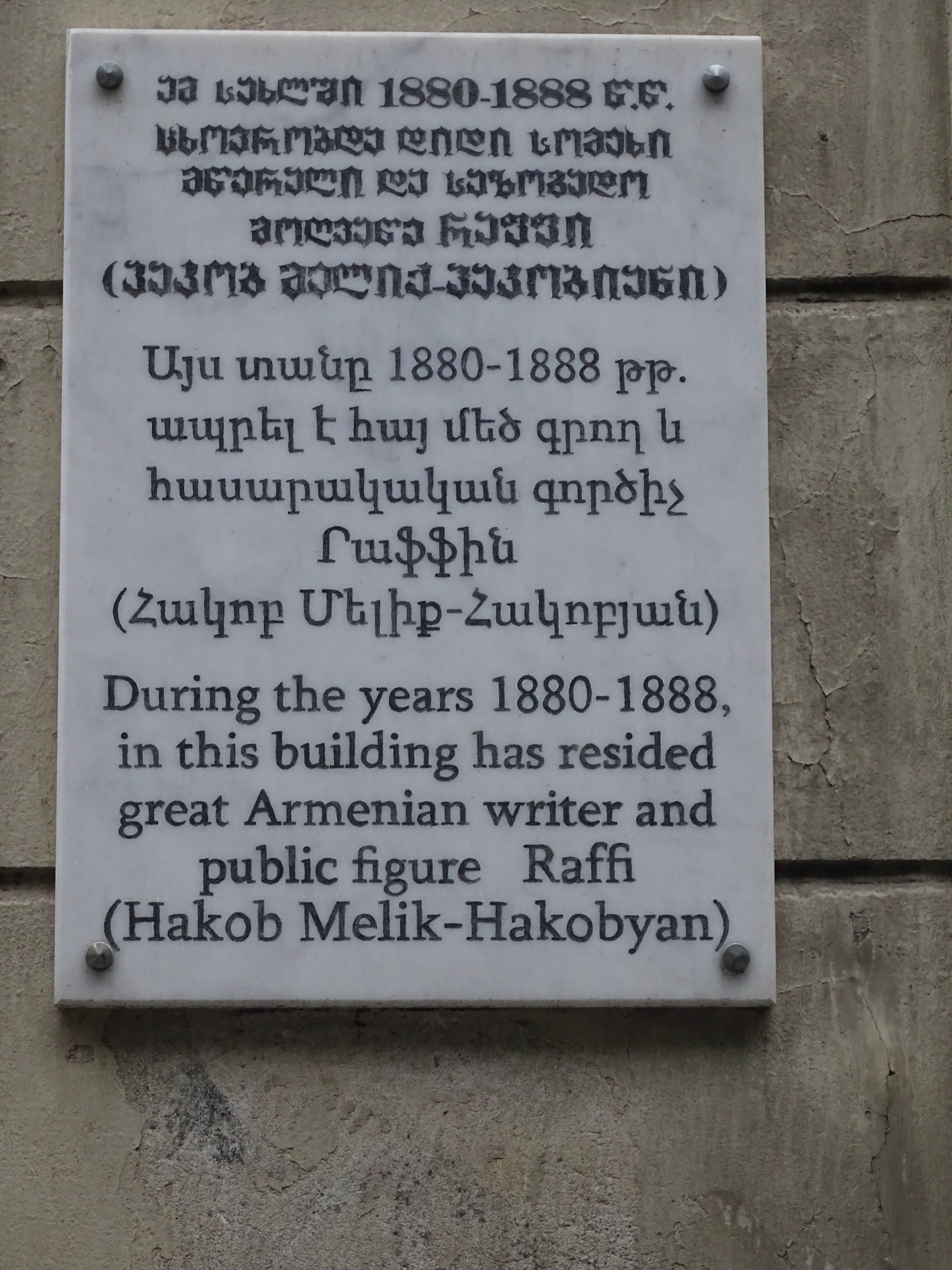
Тбилиси, ул. Чонкадзе, 3
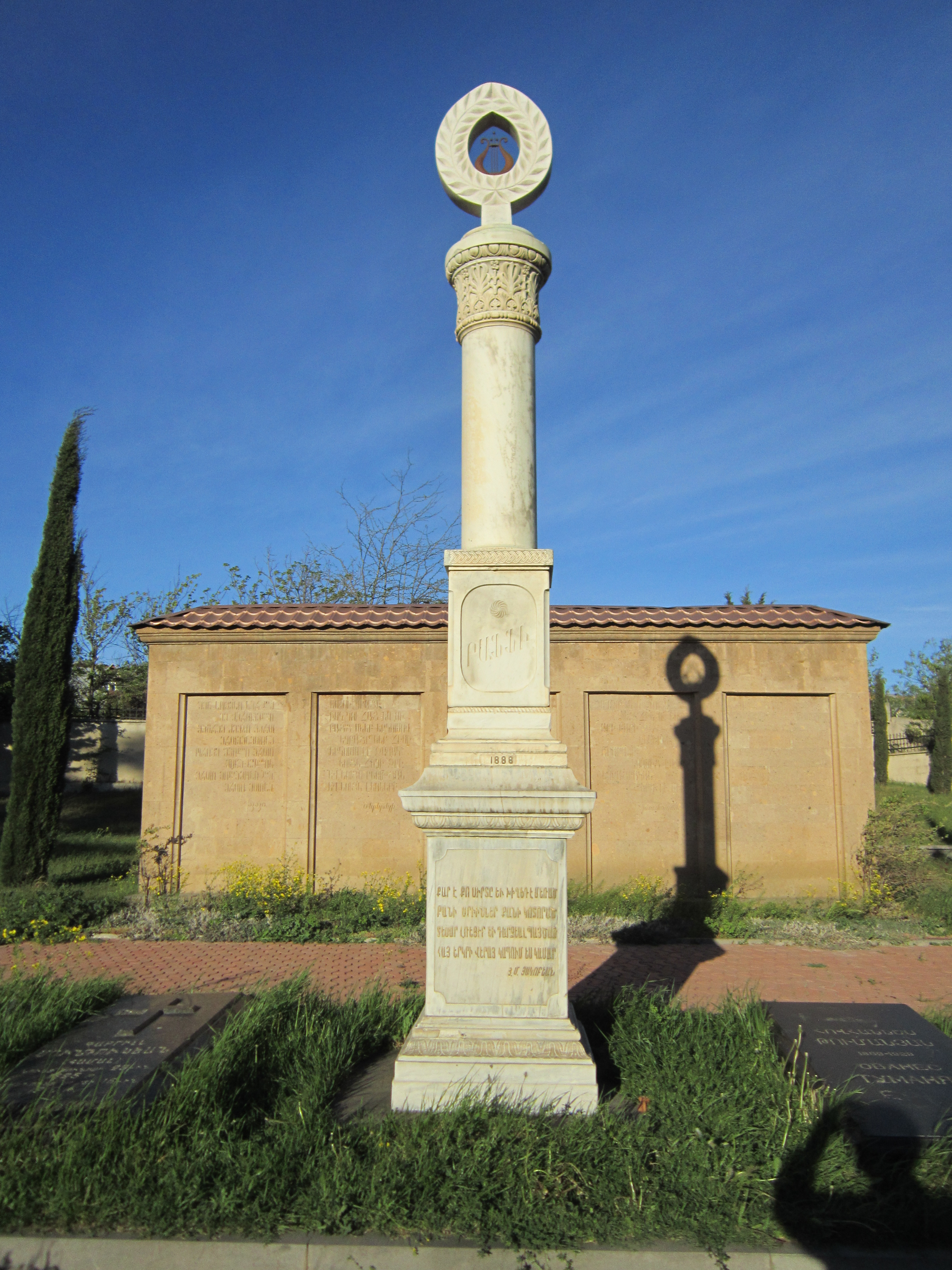
Могила в Тбилиси
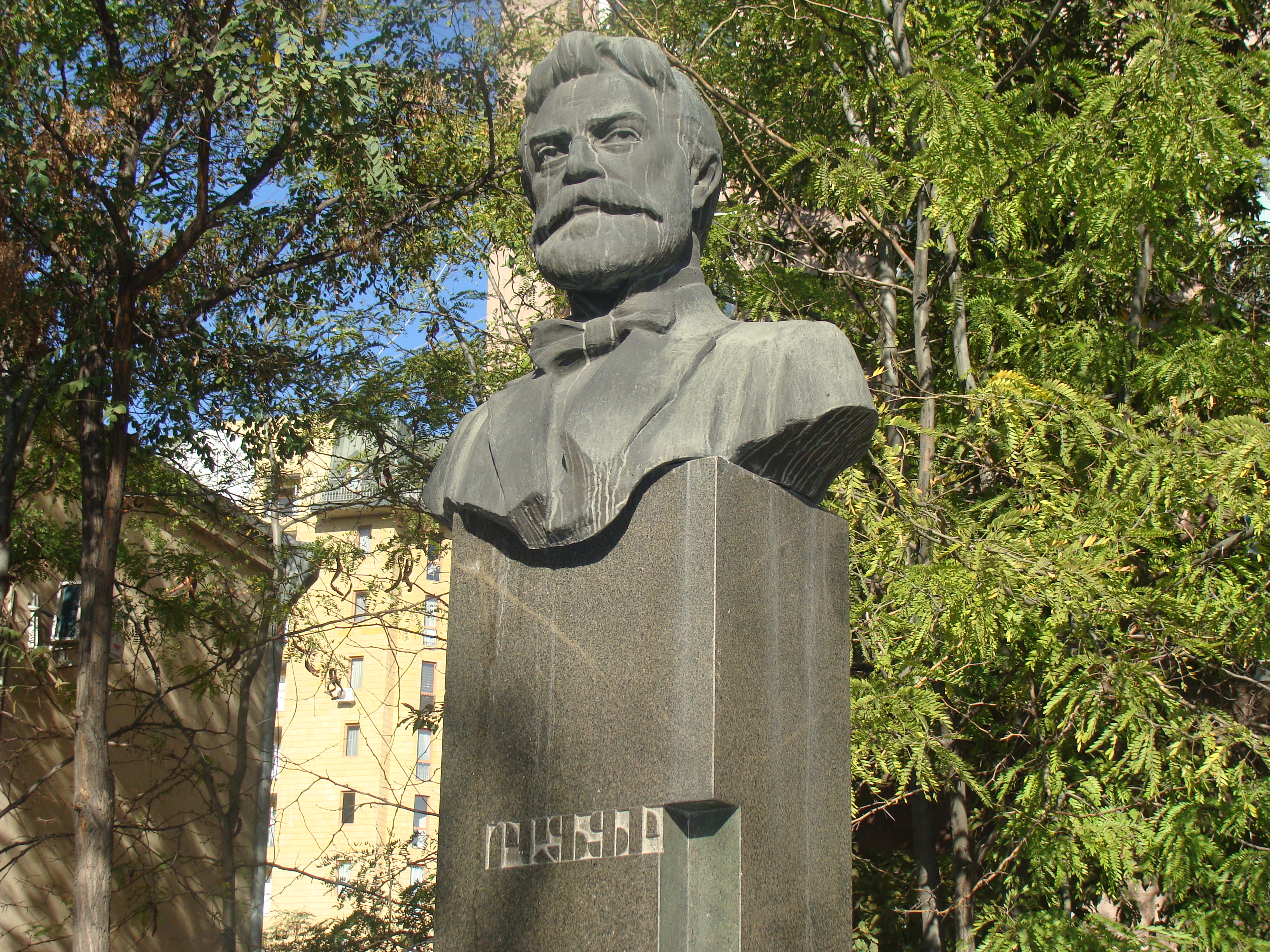
Памятник в Ереване